# Máxima Cesariense
Máxima Cesariense  fue una de las provincias de la diócesis de Britania, posiblemente creada como parte de las reformas administrativas dispuestas por Constancio Cloro en Britania entre el 296 y el 312, durante la reforma administrativa del emperador Diocleciano.

## Organización
La capital era probablemente Londinium y su territorio estaba situado en la parte sureste de la isla de Gran Bretaña. En un principio sus gobernadores fueron praeses de rango ecuestre, pero a mediado del siglo IV pasaron a ocupar el cargo cónsules. 

## Historia
Máxima Cesariense y su vecina septentrional, Flavia Caesariensis, podrían haber sido, por un breve periodo, una sola provincia, que habría comprendido la mayor parte de la Inglaterra oriental. Eric Birley y otros investigadores han sugerido que las dos provincias llamadas Cesariense se habrían formado a partir de una mayor de la integraba. Del hecho de que Constancio Cloro hubiera sido acogido favorablemente en Londinium en 296, Birley parte para hipotetizar que él habría sido el que le otorgara el título suplementario de Cesariense. Teniendo en cuenta las circunstancias en la época de Constancio, podría haber dividido el comando militar de Britania superior en dos con una provincia oriental llamada Britania Cesariense y una occidental llamada Britania Primera. Esta división habría sido reorganizada después a partir de la división de Britania Cesariense en dos regiones, al norte y sur. Esto requeriría de que tal división hubiera tenido lugar antes de la abdicación de Diocleciano y Maximiano de 305. Una explicación alternativa es que la provincia fue nombrada tras Galerio (entre 260 y 311), emperador del este.